# Mallapura, Shimoga
Mallapura là một làng thuộc tehsil Shimoga, huyện Shimoga, bang Karnataka, Ấn Độ.